# Charles Du Cane
Charles Du Cane (ur. 5 grudnia 1825 w Ryde, zm. 25 lutego 1889 w Witham) – brytyjski polityk i administrator kolonialny, członek Partii Konserwatywnej, w latach 1852-1854 i ponownie 1857-1868 członek Izby Gmin, od 1869 do 1874 gubernator Tasmanii.

## Życiorys
Był synem wysokiej rangi oficera Royal Navy, studiował na University of Oxford. W 1852 został po raz pierwszy wybrany do Izby Gmin, startując jako kandydat Partii Konserwatywnej w okręgu wyborczym Maldon. W 1854 jego mandat parlamentarny został unieważniony po tym, jak okazało się, iż członkowie jego sztabu wyborczego dopuścili się kupowania głosów. W 1857 ponownie został wybrany do Izby Gmin, tym razem startując w okręgu wyborczym North Essex. W 1866 został jednym z cywilnych lordów Admiracji. Kiedy w 1868 jego okręg wyborczy uległ likwidacji, Du Cane nie zdecydował się na przeniesienie się do innego okręgu, lecz opuścił parlament.
W tym samym roku został mianowany gubernatorem Tasmanii, przy czym z uwagi na długą podróż morską jego zaprzysiężenie odbyło się dopiero 15 stycznia 1869. Tasmania posiadała już wówczas autonomię, co w praktyce oznaczało, iż realna władza leżała w rękach miejscowych polityków pochodzących z wyborów, zaś rola gubernatora była bardziej nadzorcza i reprezentacyjna. Dał się poznać jako gorący orędownik rozwoju gospodarczego Tasmanii, szczególnie takich branż jak rolnictwo, górnictwo czy kolejnictwo. W 1874 jego kadencja dobiegła końca i powrócił do Anglii, gdzie w 1878 stanął na czele Zarządu Ceł. W 1880 opublikował Odyseję Homera we własnym przekładzie. Zmarł w lutym 1889, przeżywszy 63 lata.

## Odznaczenia
W 1875 otrzymał Order św. Michała i św. Jerzego klasy Rycerz Komandor, co pozwoliło mu na dopisywanie przed nazwiskiem tytułu Sir.